# Aizenay
Aizenay é uma comuna francesa na região administrativa do País do Loire, no departamento da Vendeia. Estende-se por uma área de 81.06 km². Em 2010 a comuna tinha 9 888 habitantes (densidade: 122 hab./km²).